# Wiebke Papenbrock

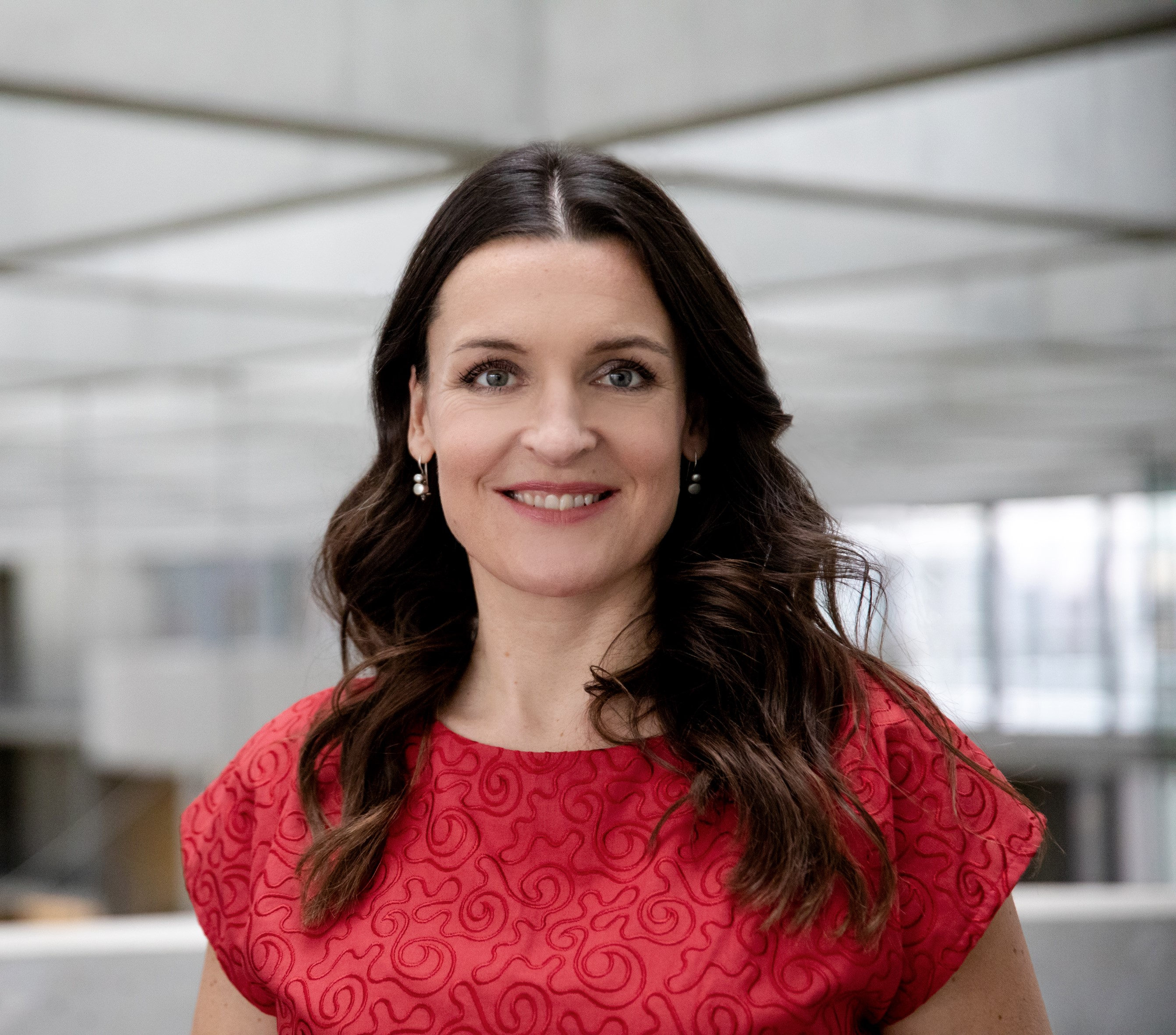
Wiebke Papenbrock (2021)

Wiebke Papenbrock (* 24. November 1979 in Ost-Berlin) ist eine deutsche Politikerin (SPD). Sie war von 2021 bis 2025 Mitglied des Deutschen Bundestages.

## Ausbildung und Beruf
Papenbrock wuchs im heutigen Landkreis Ostprignitz-Ruppin auf und machte 1999 ihr Abitur am Karl-Friedrich-Schinkel-Gymnasium in Neuruppin.
Nach einer dualen Ausbildung zur staatlich geprüften Kommunikationswirtin, die sie 2004 in Hamburg abschloss, studierte sie berufsbegleitend Religions- und Kulturwissenschaften an der Humboldt-Universität zu Berlin und schloss 2018 mit Master ab. Während ihrer Ausbildung war sie in der Presseabteilung eines großen Elektronikunternehmens tätig.
Danach arbeitete sie in Neuseeland mit einem Working-Holiday-Visum auf verschiedenen Weingütern.
Von 2007 bis 2016 war Papenbrock Abgeordnetenmitarbeiterin von zwei SPD-Abgeordneten im Deutschen Bundestag. Seit 2016 ist sie Mitarbeiterin im Presse- und Informationsamt der Bundesregierung.

## Politische Tätigkeiten
Papenbrock ist seit 2012 Mitglied der SPD. Seit 2019 ist sie Mitglied des Kreistages Ostprignitz-Ruppin. Sie ist Vorsitzende des Kreis- und Finanzausschusses des Landkreises Ostprignitz-Ruppin, im Vorstand der Sozialdemokratischen Gemeinschaft für Kommunalpolitik in Brandenburg sowie stellvertretende Vorsitzende der SPD in ihrem Landkreis. Seit 2021 ist Wiebke Papenbrock Mitglied im Landesvorstand der SPD Brandenburg, seit 2025 als stellvertretende Landesvorsitzende.
Bei der Bundestagswahl 2021 gewann sie mit 33,0 Prozent der Erststimmen den Bundestagswahlkreis Prignitz – Ostprignitz-Ruppin – Havelland I und zog damit in den 20. Deutschen Bundestag ein. Sie war ordentliches Mitglied im Haushaltsausschuss, im Unterausschuss zu Fragen der Europäischen Union und im Vertrauensgremium sowie stellvertretendes Mitglied im Auswärtigen Ausschuss. Außerdem war sie Mitglied der Kommission des Ältestenrats für die Angelegenheiten der Mitarbeiterinnen und Mitarbeiter der Abgeordneten.
Bei der Bundestagswahl 2025 erzielte Papenbrock 22,2 % der Erststimmen, ein Rückgang im Vergleich zu den 33,0 % im Jahr 2021, sodass sie ihr Direktmandat im Wahlkreis 56 an den AfD-Kandidaten Götz Frömming verlor. Sie schied aus dem Bundestag aus.

## Politische Positionen
Bei der Bundestagswahl 2021 legte sie ihren Schwerpunkt auf Gesundheitsversorgung, Infrastruktur und Verkehr und Bildung.

## Privates
Papenbrock ist verheiratet, hat zwei Kinder und lebt in Neuruppin. Sie wuchs in einer Familie auf, in der gesellschaftliche Fragen stets im Mittelpunkt standen und ein reger Austausch – auch zu kontroversen Themen – gefördert wurde. Bereits am Esstisch lernte sie, dass Mut, Neues zu wagen und Veränderungen anzunehmen, wichtige Voraussetzungen für gesellschaftliches Engagement sind. Dieses familiäre Umfeld prägte auch ihr Interesse an land- und forstwirtschaftlichen Themen, Nachhaltigkeit sowie regionaler Wertschöpfung und vermittelte ihr ein tiefes Verständnis und einen großen Respekt für Handwerksbetriebe.